# 2006-os magyar labdarúgókupa-döntő
A 2006-os magyar labdarúgókupa-döntő a sorozat 63. döntője volt. A finálét a Vasas és a Fehérvár csapatai játszották. A találkozóra Budapesten, a Üllői úti stadionban került sor, május 17-én. A Fehérvár sikerével történetében először hódította el a trófeát.

## Út a döntőig
A döntőbe a Vasas és a Fehérvár jutott be. Előbbi csapat a Budapest Honvéd ellen kvalifikálta magát a döntőbe, 3–2-es összesítéssel. A Fehérvár a Debreceni VSC ellen jutott a fináléba, egy idegenbeli 1–0-s győzelem után, hazai pályán 2–2-t  játszottak.
| Vasas           | Vasas | Vasas            |              | Fehérvár          | Fehérvár | Fehérvár         |
| Ellenfél        | Össz. | Mérkőzések       | Forduló      | Ellenfél          | Össz.    | Mérkőzések       |
| --------------- | ----- | ---------------- | ------------ | ----------------- | -------- | ---------------- |
| Dunakeszi       | 2–1   | 2–1 (i)          | 2. forduló   | Kozármisleny      | 3–2      | 3–2 (i)          |
| Kazincbarcika   | 2–1   | 2–1 (i)          | 3. forduló   | Baktalórántháza   | 2–0      | 2–0 (i)          |
| Lombard Pápa    | 5–4   | 3–3 (o), 2–1 (i) | Nyolcaddöntő | MTK Budapest      | 3–2      | 1–1 (o), 2–1 (i) |
| Pécsi MFC       | 2–0   | 1–0 (i), 1–0 (o) | Negyeddöntő  | Kaposvári Rákóczi | 5-2      | 2–1 (i), 3–1 (o) |
| Budapest Honvéd | 3–2   | 3–1 (i), 0–1 (o) | Elődöntő     | Debreceni VSC     | 3–2      | 1–0 (i), 2–2 (o) |

## A mérkőzés
| 2006. május 17. 18:00 |

| Vasas                                            | 2–2 (h. u.)                 | FC Fehérvár                                          |
| ------------------------------------------------ | --------------------------- | ---------------------------------------------------- |
| Waltner 25' Balog 84'                            | (1–0, 2–2, 2–2) Jegyzőkönyv | Sitku 46' Schwarcz 57'                               |
| Büntetőpárbaj                                    |                             |                                                      |
| Bárányos Csordás Gyánó Janjić Tóth Zováth Molnár | 5–6                         | Sitku Horváth F. Koller Dajić Csizmadia Kuttor Božić |

| Üllői úti stadion, Budapest Nézőszám: 6000 Játékvezető: Megyebíró János (magyar) Asszisztensek: Székely Ferenc, Tompos Zoltán |

| Vasas | Fehérvár |

| K             | 33 | Németh Gábor   |                 |
| V             | 27 | Balog Zsolt    | 84'             |
| V             | 7  | Ivan Janjić    |                 |
| V             | 21 | Tóth András    |                 |
| V             | 2  | Molnár Zoltán  | 110'            |
| KP            | 18 | Németh Norbert | 61'             |
| KP            | 6  | Zováth János   | 85'             |
| KP            | 67 | Pintér Zoltán  | a szünetben     |
| KP            | 19 | Szabó Ottó     | 69'             |
| CS            | 14 | Bárányos Zsolt |                 |
| CS            | 9  | Waltner Róbert | 25' 119'        |
| Cserék:       |    |                |                 |
| KP            | 16 | Adem Kapič     | a szünetben 51' |
| KP            | 30 | Csordás Csaba  | 69'             |
| CS            | 22 | Gyánó Szabolcs | 61'             |
| KA            |    | Borszéki Csaba |                 |
| V             |    | Hegedűs Gyula  |                 |
| CS            |    | Lázok János    |                 |
| KP            |    | Majoros Árpád  |                 |
| Edző:         |    |                |                 |
| Pintér Attila |    |                |                 |

| K             | 12 | Sebők Zsolt         |         |
| V             | 85 | Csizmadia Csaba     |         |
| V             | 17 | Koller Ákos         |         |
| V             | 77 | Kuttor Attila       |         |
| V             | 33 | Horváth Gábor       | 75'     |
| KP            | 10 | Dvéri Zsolt         | 107'    |
| KP            | 6  | Schwarcz Zoltán     | 57'     |
| KP            | 20 | Mario Božić         |         |
| KP            | 11 | Aleksandr Alumona   | 79'     |
| CS            | 9  | Sitku Illés         | 46' 63' |
| CS            | 8  | Lattenstein Norbert |         |
| Cserék:       |    |                     |         |
| V             | 23 | Vincze Zoltán       | 75'     |
| CS            | 9  | Horváth Ferenc      | 107'    |
| CS            | 21 | Jusuf Dajić         | 79'     |
| KA            |    | Erdei Péter         |         |
| CS            |    | Fehér Zsolt         |         |
| KP            |    | Kocsis Gábor        |         |
| KP            |    | Nagy Dániel         |         |
| Edző:         |    |                     |         |
| Csertői Aurél |    |                     |         |